# West Wycombe
West Wycombe est un village situé à l’extrémité ouest de la ville d’High Wycombe dans le comté de Buckinghamshire en Angleterre.
Le village historique appartient en grande partie à l’organisation National Trust et reçoit un afflux important de touristes en raison de la présence du West Wycombe Park créé au milieu du XVIIIe siècle pour Francis Dashwood, 11e baron le Despenser. Le site se compose d’un château anglais de style palladien entouré d’un parc où sont disséminées des fabriques de jardin.

## Dans la culture
Le village et West Wycombe Park on servit de décors dans de nombreux films d’époque tels The Duchess ou encore L'Importance d'être Constant. Un épisode de la série télévisée Inspecteur Morse a également été tourné à West Wycombe Park.

## Galerie

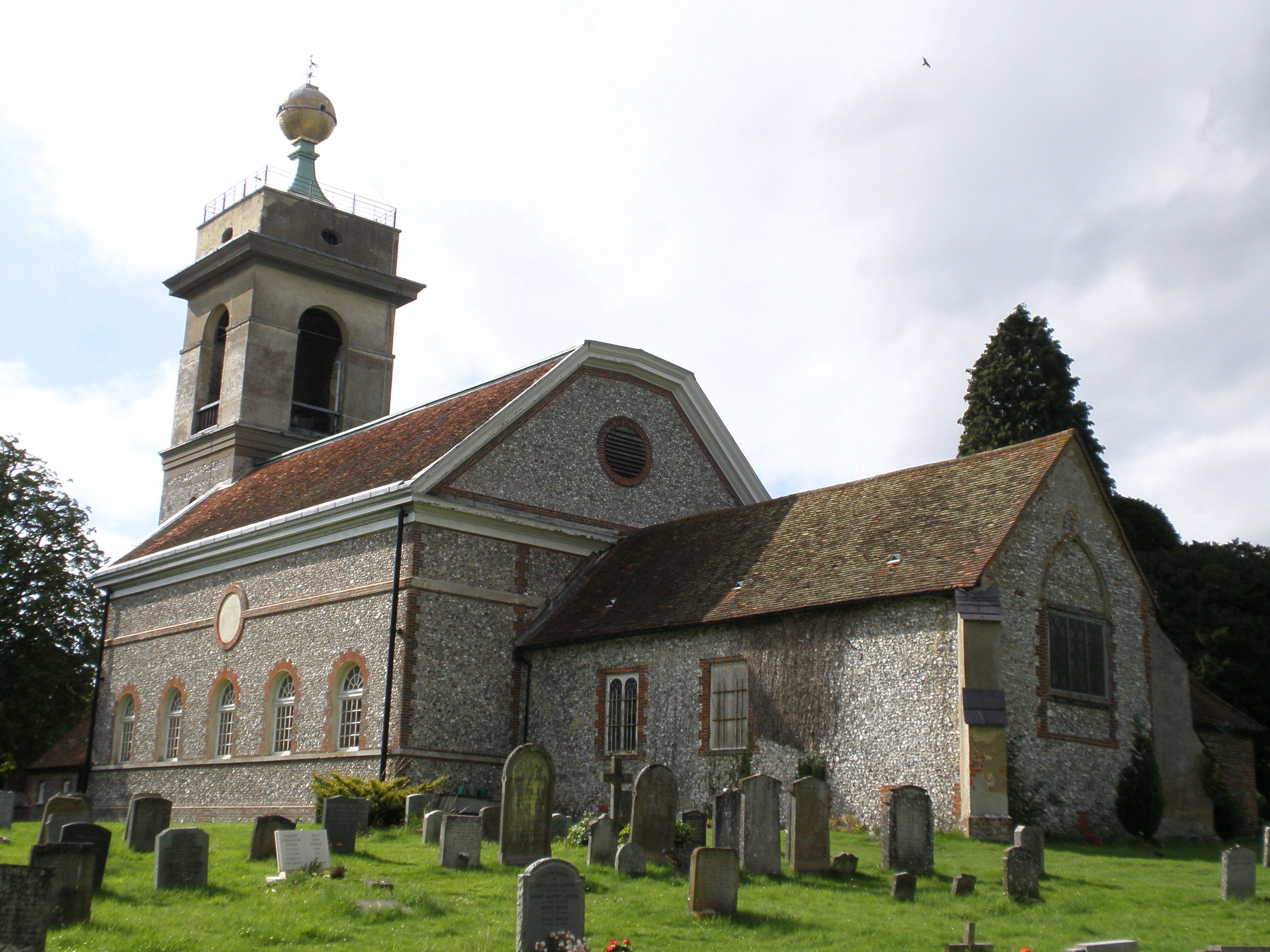
Église St Lawrence.
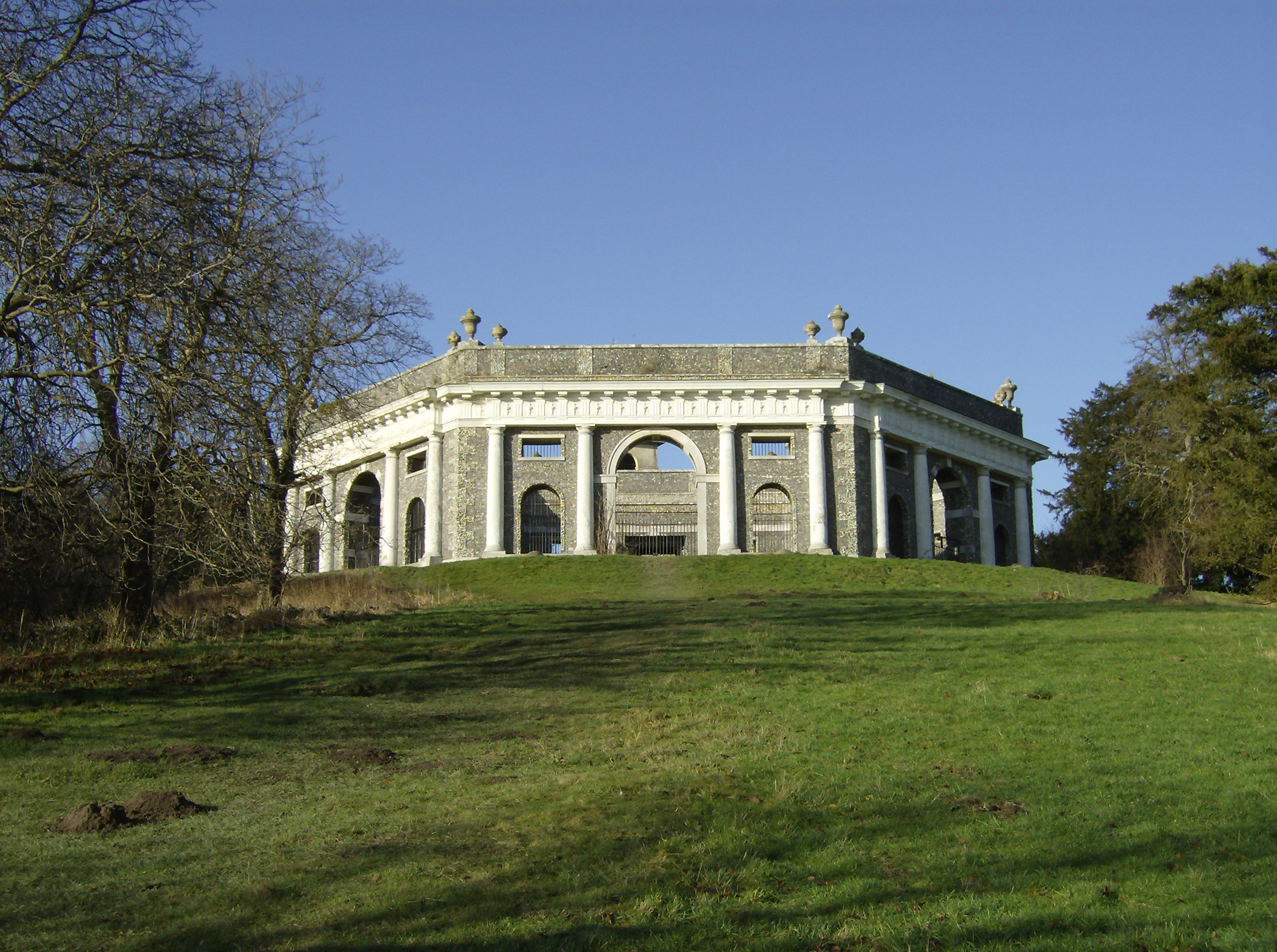
Mausolée de Dashwood.
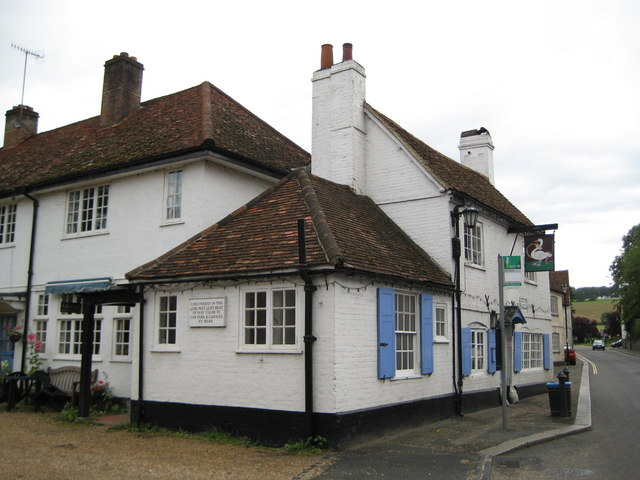
Pub The Swan.